# Adrian Parzyszek
Adrian Parzyszek (ur. 18 października 1975 w Katowicach) – polski hokeista, reprezentant Polski. W trakcie kariery zawodnik często określany pseudonimami Adik, Parzol.

## Kariera klubowa
- Naprzód Janów (1992–1996)
- Unia Oświęcim (1997–2004)
- GKS Tychy (2004-2015)
- Naprzód Janów (2015-)

W polskiej ekstraklasie występuje od 1992 roku. Sezon 2012/2013 był jego 21. w karierze. Od czerwca 2015 ponownie zawodnik macierzystego Naprzodu Janów. 8 stycznia 2015 roku rozegrał 1000 mecz w Polskiej Ekstralidze. W sezonie 2016/2017 był grającym trenerem Naprzodu i wywalczył mistrzostwo I ligi.

## Sukcesy
- Złoty medal mistrzostw Polski: 1998, 1999, 2000, 2001, 2002, 2003, 2004 z Unią Oświęcim, 2005, 2015 z GKS Tychy
- Srebrny medal mistrzostw Polski: 2006, 2007, 2008, 2009, 2011, 2014 z GKS Tychy
- Brązowy medal mistrzostw Polski: 2010, 2013 z GKS Tychy
- Puchar Polski: 2000, 2003 z Unią Oświęcim, 2006, 2007, 2008, 2009 z GKS Tychy
- Złoty medal I ligi: 2017 z Naprzodem Janów